# Estêvão Cacella
Estêvão Cacella (Aviz, 1585 - Tibet, 1630) was een Portugees missionaris en ontdekkingsreiziger.
Op 19-jarige leeftijd sloot hij zich aan bij de jezuïeten en in 1614 reisde hij af naar de Indiase gebieden, waar hij enkele jaren werkte in Kerala. In 1626 reisde Cacella samen met João Cabral en nog een jezuïtische priester van Kochi naar Bengalen, waar ze zes maanden verbleven om zich voor te bereiden op een reis door Bhutan. Cacella was de eerste Europeaan in Bhutan.
Ze reisden verder naar Tibet waar ze een missie opzetten in Shigatse, de zetel van de pänchen lama en vestigingsplaats van het grote klooster Tashilhunpo. Cacella kwam hier aan in november 1627 en Cabral volgde hem in 1628. Hoewel de missionarissen goed werden ontvangen en vol goede moed waren, duurde de missie maar tot 1630, toen Cacella's gezondheid hem op het Tibetaans Hoogland in de steek liet en hij overleed.
Cacella reisde als eerste Europeaan in de winter over de Himalaya. Zijn landgenoot António de Andrade was hem in 1624 al voorgegaan in betere weersomstandigheden. Hij beschreef het fictieve land Shambala, een woord in het Sanskriet dat vrede/rust/geluk betekent. Volgens het Tibetaans boeddhisme ligt dit ideale land in het noorden of westen van de Himalaya. Het inspireerde James Hilton in de 20e eeuw bij het beschrijven van het aardse paradijs Shangri-La in zijn roman Lost Horizon